# Melitaea bosphorana
Melitaea bosphorana är en fjärilsart som beskrevs av Culot 1909. Melitaea bosphorana ingår i släktet Melitaea och familjen praktfjärilar. Inga underarter finns listade i Catalogue of Life.